# 李家民
李家民（1963年—），辽宁葫芦岛人，汉族，中华人民共和国政治人物、第十二届全国人民代表大会甘肃地区代表。
毕业于抚顺石油学院石油炼制专业。加入中国共产党。2013年，担任全国人大代表。